# Тупак: Воскресіння
«Тупак: Воскресіння» — американський документальний фільм 2003 року про життя та смерть репера Тупака Шакура, знятий режисером Лорен Лазін і випущений Paramount Pictures.
Показ фільм відбувався в кінотеатрах з 14 листопада 2003 року по 21 грудня 2003 року. Станом на 1 липня 2008 року він заробив понад 7,8 мільйона доларів, що зробило його 21-м найкасовішим документальним фільмом у Сполучених Штатах. Фільм був номінований на премію «Оскар» за найкращий повнометражний документальний фільм на 77-й церемонії вручення премії «Оскар».

## Сюжет
У фільмі Тупак докладно розповідає про своє життя: від дитинства з матір’ю, залежною від креку, до опіки вуличних торговців наркотиками, а також про те, яку роботу йому доводилося виконувати, щоб отримати гроші. Він також розповідає про свою любов до поезії, свою дружбу з Джадою, значення його текстів і про сильне невдоволення ЗМІ щодо нього. Цей документальний фільм детально описує музичну кар'єру Тупака, замах на нього в листопаді 1994 року, його реакцію, параною після цього та, зрештою, його смерть. Фільм закінчується тим, що Тупак примиряється зі своїм життям і минулим, розуміє вчинені несправедливості, а також виступає з монологом про стереотипи чорношкірих чоловіків, закликаючи чорношкірих не піддаватися стереотипам і контролювати себе, і це також показує вплив Тупака на весь світ.

## Критичний прийом
Фільм отримав 78 % схвалень на вебсайті агрегатора Rotten Tomatoes на основі 90 відгуків і середній рейтинг 6,75/10. Критичний консенсус вебсайту стверджує: «Немає сумнівів, у чому полягає лояльність режисера в цій односторонній данині; однак харизма Тупака робить цей документ привабливим». Metacritic присвоїв фільму середню оцінку 66 зі 100 на основі 33 критиків, що означає «загалом схвальні відгуки».

## Саундтрек
Було випущено офіційний альбом із саундтреками з 14 треків, але у фільмі звучало тільки 9 з них. Збірник містить випущені пісні Тупака, а також раніше невидані пісні, переважно спродюсовані Емінемом та Red Spyda. Альбом стартував на другій позиції чарту Billboard 200. 
- 2 of Amerikaz Most Wanted
- Ballad of a Dead Soulja
- Black Jesuz
- Breathin
- Brenda's Got a Baby
- California Love Remix
- Can U C the Pride in the Panther (у виконанні Mos Def)
- Case of the Misplaced Mic
- Changes
- Cradle to the Grave
- Dear Mama
- Everything They Owe
- Fame
- Family Tree (у виконанні Lamar Antwon Robinson)
- Hail Mary
- Hell 4 a Hustler
- Hit 'Em Up
- Holler If Ya Hear Me
- Homeboyz
- I Get Around
- I'm Gettin Money
- If I Die 2 Nite
- Keep Ya Head Up
- Let Em Have It
- Letter to the President
- Lil' Homies
- Me Against the World
- Military Minds
- My Block (Nitty Remix)
- My Closest Roaddogz
- Never B Peace (Nitty Remix)
- Niggaz Nature Remix
- Nothin' to Lose
- One Day at a Time (Em's Version)
- Only Fear of Death
- Open Fire
- Outlaw
- Panther Power
- Part Time Mutha
- The Realist Killas (за участю 50 Cent)
- Rebel of the Underground
- Runnin' (Dying to Live)
- Same Song (у виконанні Digital Underground)
- Secretz of War
- So Many Tears
- St. Ides Malt Liquor Commercial
- Starin' Through My Rear View
- Still Ballin' (Nitty Remix)
- Street Fame (Briss Remix)
- Strictly for My N.I.G.G.A.Z.
- Super Freak
- Temptations
- Thug N U Thug N Me
- Thugz Mansion (7 Remix)
- Trapped
- U Can Call (Jazze Pha Remix)
- Under Pressure
- Until the End of Time
- U R Ripping Us Apart!!! (у виконанні Dead Prez)
- When Thugz Cry
- When We Ride on Our Enemies (Briss Remix)
- Wife 4 Life - 4th Avenue Jones'
- Wonda Why They Call U Bitch
- Worldwide Mob Figgaz
- Y'all Don't Know Us
- You Don't Bring Me Flowers (за участю Ice T)